# Salamandra (araldica)
In araldica la salamandra simboleggia la costanza, la resistenza al male e ai nemici, il valore militare, perché si riteneva che potesse resistere in mezzo alle fiamme. Per tale motivo è rappresentata simile a una lucertola, con collo lungo, lingua e coda che termina a freccia, posta sempre di profilo e appoggiata su tizzoni ardenti da cui si sprigionano fiamme. Spesso presenta la testa rivoltata che vomita una fiamma. Raramente viene rappresentata la salamandra al naturale.
Caso illustre della salamandra come simbolo araldico è quello di Francesco I, re di Francia, che scelse appunto questo animale come suo simbolo associandola al motto, in lingua latina, Nutrisco et extinguo, che riprende una delle caratteristiche leggendarie dell'animale, il quale era ritenuto capace di alimentare il "fuoco buono" e spegnere quello "cattivo". Rappresentazioni di tale emblema si trovano in numerosi castelli nella zona della Loira di epoca cinquecentesca, ad esempio a Blois, Chambord o Azay-le-Rideau.

## Galleria d'immagini

Salamandra di verde
Di nero, alla salamandra d'oro (Gennes, Francia)
Salamandra di rosso nel capo (Le Mesnil-le-Roi, Francia)
Stemma del comune di Salsomaggiore Terme
Salamandra di nero, pezzata d'oro (Cenate Sopra)
Capo d'argento, caricato di una salamandra al naturale (Řetůvka, Repubblica Ceca)